# Engenharia de segurança

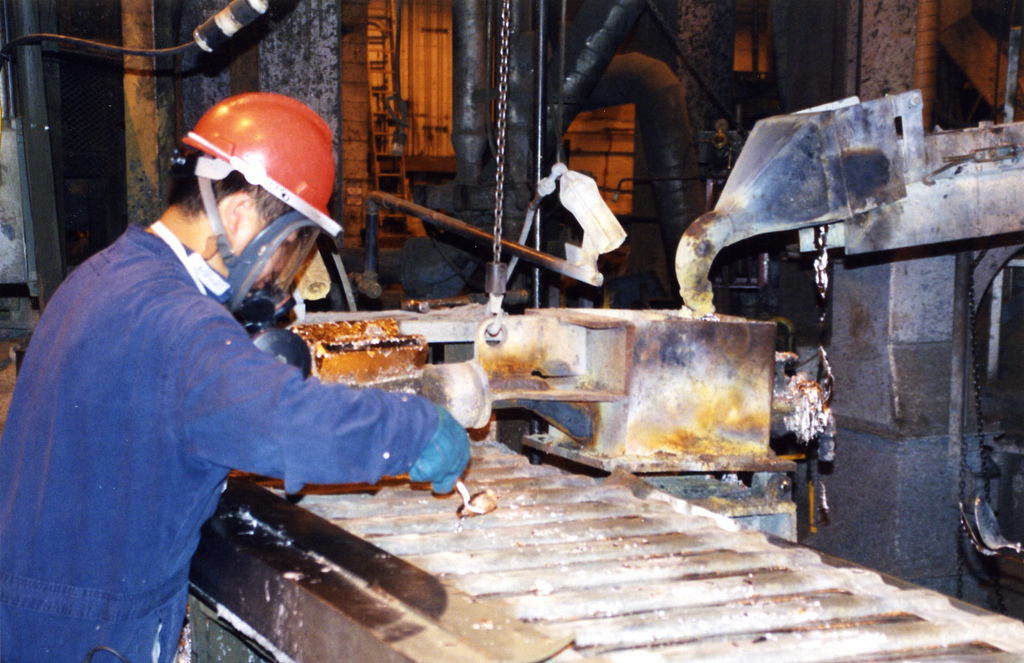
Os equipamentos de proteção indivudual são essenciais para a prevenção de acidentes em ambientes de trabalho perigosos, como na indústria.

A engenharia de segurança estuda as causas e a prevenção de mortes acidentais ou lesões.
Historicamente, a engenharia de segurança não foi uma disciplina específica e unificada. Profissionais com variados títulos, descrições de trabalho, responsabilidades e níveis hierárquicos têm atuado no campo de engenharia de segurança, tanto na indústria como nas companhias de seguro. Os profissionais de segurança têm desempenhado diversas funções como: o desenvolvimento de métodos, procedimentos e programas de controle de acidentes ou de perdas; a comunicação de acidentes; e a medição e avaliação dos sistemas de controle de perdas e acidentes. Também cabe aos profissionais de segurança indicar as modificações necessárias para obter os melhores resultados na prevenção de acidentes.
Atualmente, a ênfase do trabalho da engenharia de segurança inclui: prevenção e antecipação de riscos potenciais; a mudança de conceitos legais referentes à responsabilidade por produtos e negligência em design ou produção, a proteção do consumidor e o desenvolvimento de legislações e controles nacionais e internacionais nas áreas de segurança e saúde ocupacionais, controles ambientais, segurança em transportes, segurança de produtos, e proteção do consumidor.

## Brasil
No Brasil, a profissão de Engenheiro de Segurança do Trabalho é regulamentada pela Lei Nº 7.410, DE 27 DE NOVEMBRO DE 1985 que "Dispõe sobre a especialização de Engenheiros e Arquitetos em Engenharia de Segurança do Trabalho, a profissão Técnico de Segurança do Trabalho e dá outras providências."
A formação em engenharia de segurança do trabalho é feita mediante  curso de pós-graduação "lato sensu", pela qual um profissional de nível superior regulamentado pelo Conselho Federal de Engenharia e Agronomia, ou pelo Conselho de Arquitetura e Urbanismo do Brasil é habilitado a atuar como engenheiro de segurança do trabalho.
Esse ramo da engenharia é voltado para a prevenção de riscos relacionados ao trabalho e ao meio ambiente. Visa acima de tudo a qualidade de vida dos trabalhadores, reduzindo ao máximo o número de acidentes e a incidência de doenças ocupacionais. 
A responsabilidade dos profissionais de engenharia de segurança vai muito mais além do preceito de reduzir o número de acidentes, tendo em vista serem profissionais habilitados capazes de organizar de forma técnica e eficiente todos os processos referentes à segurança e higiene do trabalho.
A Norma Regulamentadora NR-04 - Serviços Especializados em Engenharia de Segurança e em Medicina do Trabalho estabelece que empresas com um determinado Grau de Risco e com um determinado número de funcionários devem contrar um engenheiro de segurança para constituir o SESMT.
O Código Brasileiro de Ocupação - CBO de engenheiros de segurança é 2149-15.

## Portugal
Em Portugal existe a licenciatura em engenharia de segurança do trabalho, o mestrado em engenharia de segurança e higiene ocupacionais  e o doutorado em engenharia de segurança ao incêndio.